# Pan and scan

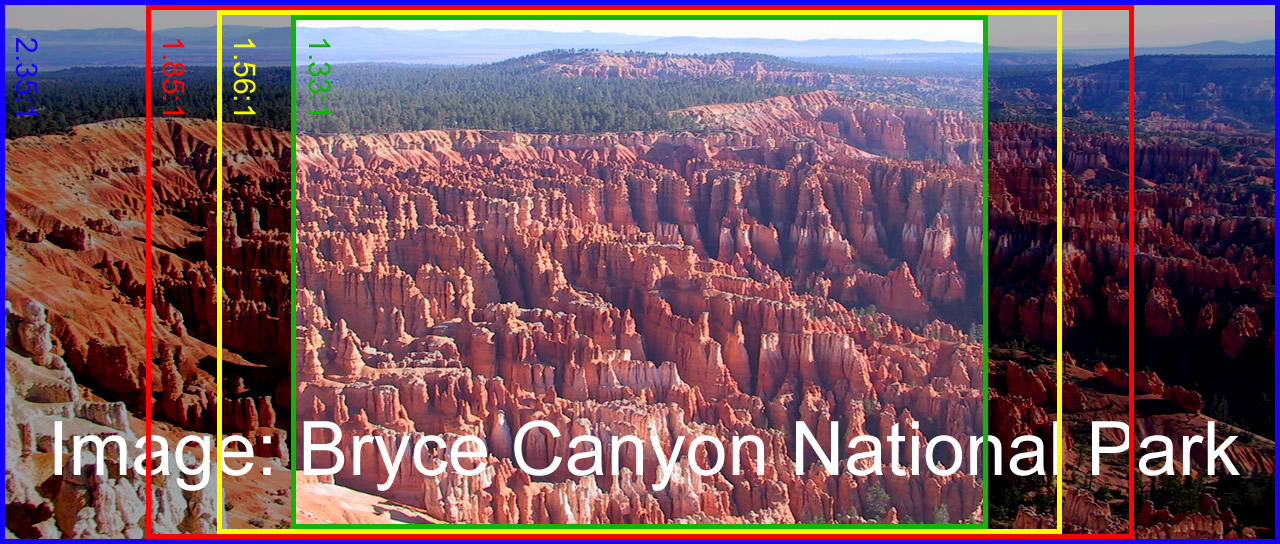
Mediante la técnica de pan & scan una imagen de proporción 2,35:1 pierde casi un 50% de detalle al pasar a 4:3.

Pan and scan es un método cinematográfico que se basa en ajustar una imagen de pantalla panorámica, para poder mostrarla con las proporciones de la SDTV 4:3 de la relación de aspecto del formato televisivo. Para conseguirlo, se recortan partes de la imagen (tanto de la izquierda como de la derecha) intentando dejar visibles los aspectos que se consideran más importantes del fotograma. Este fue el método más común durante la época del VHS, antes de que llegaran los DVD o el Blu-Rays con la widescreen.
Algunos directores estuvieron en contra de utilizar este método de ajustamiento de formato porque se perdía un 45% de la imagen real de una película de 2.35:1 y un 35% de una de 2.55:1, cambiando la visión original (y artística) del director. Los tres ejemplos más notables de la historia del cine fueron las películas épicas Ben-Hur, Rey de reyes y Lawrence de Arabia, que perdieron el 75% de su imagen original respecto la primera proyección en el cine.
También existió otro método llamado "center cut", muy similar al pan and scan, con la diferencia que en este último solo se realizaba un corte directo del centro del fotograma, sin ningún tipo de reajuste para intentar mostrar lo más importante de la imagen. Este procedimiento, muy empleado en Europa, no requería del permiso o de la disponibilidad del fabricante de la película, o del mismo director para identificar la parte más importante de cada fotograma, y esto lo hacía todo mucho más cómodo para la distribuidora.
Hay que mencionar que la mayoría de pantallas de televisión tienen tres opciones para el encuadre de fotogramas de 16:9 widescreen, que son: el llamado center cut, el letterbox o el full frame.

## Antecedentes e historia

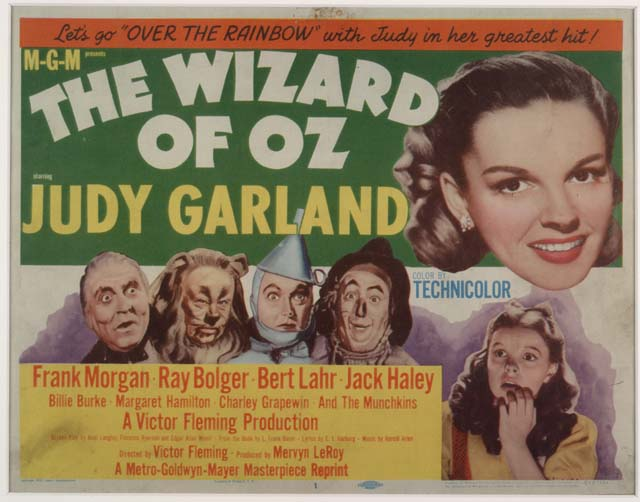
Cartel de la película El mago de Oz

Durante las primeras décadas de difusión televisiva, se estableció que la visualización de fotogramas tenía que ser de una relación de aspecto 4:3, en la que la anchura fuera 1,33 veces la altura; similar a la mayoría de las películas cinematográficas anteriores a la década de los 60. Esto estaba bien para las películas anteriores al año 1953 como El mago de Oz o Casablanca, pero para las posteriores podía comportar severas dificultades. 
Mientras tanto, para competir con la televisión y atraer al público, los productores de películas empezaron a utilizar los formatos widescreen como Cinemascope y Todd-AO a mediados de la década de 1950, que permitían tener visiones más panorámicas de las actuales. Las películas con estos formatos podían ser dos veces más anchas que las de una pantalla de TV. Para presentar una película de pantalla ancha en una televisión de este tipo, había que llevar a cabo una de las siguientes dos técnicas: la llamada letterboxing, que se caracterizaba por conservar la proporción del aspecto original del film, pero sin ser tan alta como una pantalla estándar de televisión (puesto que dejaba unas barras negras en la parte superior e inferior de la pantalla); y la otra técnica llamada pan and scan, que llenaba la altura completa de la pantalla, pero recortándola horizontalmente. La técnica pan and scan recortaba hasta la mitad de la imagen del fotograma.
En la década de los 90 (antes del Blu-Ray Disc o el HDTV), cuando los televisores llamados "Setze-By-Nine" o "Widescreen" ofrecían una relación de aspecto más grande que la de 16:9 (1,78 veces la altura; en lugar de 1,33), se permitió que las películas fuesen de 1.66:1 y 1.85:1 para llenar la mayoría o totalidad de la pantalla, con pequeños recortes de fotograma o inserciones de letterboxing. Fue así como las cajas de DVD empezaron a utilizar la expresión, "16:9 - Mejorada para televisores panorámicos".
Aun así, las películas filmadas en proporciones de aspecto 2.20:1, 2.35:1, 2.39:1, 2.55:1, y especialmente en 2.76:1 (Ben-Hur, por ejemplo) eran problemáticas cuando se mostraban en televisiones de la época. Sin embargo, cuando el DVD pasó a estar "mejorado anamórficamente para la pantalla ancha", o la película era retransmitida en un canal de alta definición en un televisor widescreen, los espacios negros eran aún más pequeños y el efecto era más parecido incluso al de ver una película en una pantalla panorámica. A pesar de que el formato 16:9 (y ocasionalmente el 16:10, principalmente para ordenadores y tabletas) se estableciera como modelo estándar a partir del 2012, las televisiones de pantalla ancha de 21:9 fueron lanzadas al mercado por varias marcas.

## Técnicas
Durante el procedimiento de la técnica pan and scan, el editor tenía que seleccionar las partes de la composición de la película original que parecían ser el foco principal del fotograma, y se tenía que asegurar que se copiaban correctamente. Cuando la acción importante se desplazaba hacia una nueva posición del marco, el operador movía el escáner para seguirla, creando el efecto pan del cual surge el mismo nombre de la técnica. Así pues, si en una escena en que el enfoque no se desplazaba gradualmente desde una posición horizontal a la otra, como por ejemplo una escena en que los actores estuvieran colocados en los dos extremos del fotograma e intervinieran en una conversación rápida entre ellos, el editor podía optar por "cortar" el fotograma de un lado a otro, en lugar de realizar un movimiento rápido con el escáner. Si los actores estaban más cerca de un lado de la pantalla que de la otra, el editor también podía extenderse, cortando un lado un poco más que el otro. Este método permitía la resolución máxima de la imagen, puesto que utilizaba todas las líneas verticales del escáner disponibles del vídeo, que eran especialmente importantes por los televisores NTSC (teniendo un número de líneas bastante bajo). También ofrecía una imagen que ocupaba la pantalla completa de los televisores más tradicionales; de forma que las versiones pan and scan de las películas VHS o DVD a menudo se conocían como versiones fullscreen (a pesar de que en realidad no lo eran).
Sin embargo, esta técnica también comportaba varios inconvenientes. En primer lugar, cierta información visual de la cinta era cortada. En segundo lugar, también podía cambiar la forma en la que el director había diseñado el movimiento de su plano, puesto que en una escena en que la cámara estuviera completamente estática, podía o bien pasar a moverse de un lado a la otra, o bien convertirse en una serie de fotogramas cortados uno detrás del otro.
Otro inconveniente posible era que el tiempo de apariciones de los personajes se viera afectado por la técnica del pan and scan, por ejemplo si en una escena la cámara se movía para mostrar algo nuevo; o si la cámara se movía del plano original para dejar entender que se estaba produciendo algo "fuera de cámara". Un ejemplo muy representativo de este hecho es una escena de la película Oliver!, realizada en Panavision, en la que el criminal Bill Sikes comete un asesinato. El asesinato se produce mayoritariamente fuera de pantalla, detrás de una pared, y Oliver, el protagonista, es testigo de todo el que sucede. A medida que Sikes se dirige a detrás de la pared, se ve cómo a Oliver lo observa todo aterrorizado desde la parte posterior de la habitación. A la versión pan and scan de la película, sólo se veía la reacción de Oliver a medida que se cometía el asesinato, dejando cortada toda la escena en qué Sikes retrocedía de la pared para cometer el asesinato. A menudo, a la hora de realizar la técnica pan and scan, los personajes parecía que hablaran fuera de pantalla, cuando lo que realmente había sucedido era que el editar había sacado su imagen fuera de la pantalla.

### Shoot and protect(graba y protege)
A medida que las proyecciones televisivas de largometrajes se hicieron más habituales e importantes, los cinematógrafos empezaron a trabajar para grabar las escenas de forma que la información más vital restara dentro de la "zona de seguridad de la TV" del marco. Por ejemplo, la BBC sugirió a los creadores de programas que estaban grabando en 16:9 que enmarcaran sus planos en una relación de aspecto de 14:9 (que se emitía en servicios analógicos con pequeñas barras negras en la parte superior e inferior de la imagen), ya que de esta forma los propietarios de pantallas panorámicas de TV pudieran ver la imagen completa de 16:9 (este método fue conocido como shoot and protect).

### Reframing
Una alternativa moderna al pan and scan es ajustar directamente el material original. Este hecho es bastante extraño: los únicos usos que se le han dado han sido dirigidos al material generado por ordenador, como lo producido por Pixar y videojuegos como BioShock. Los encargados de ajustar el material a la pantalla fullscreen han denominado esta técnica como reframing: en que algunas imágenes son adaptadas de la misma forma que en el pan and scan, mientras que otras se transfieren de forma abierta (es decir, que se une una imagen widescreen con una imagen añadida en la parte superior y la parte inferior). Otro método consiste en mantener el ángulo de la cámara igual de estrecho que el ángulo del pan and scan, e ir cambiando la ubicación de los objetos, los personajes o de la misma cámara, de forma que los sujetos que aparezcan en el fotograma se adapten al marco visible. La aparición del DVD y su uso de la presentación anamórfica, junto con la creciente popularidad de las televisiones panorámicas y los monitores de ordenador, han hecho que la técnica de pan and scan sea cada vez menos importante. De hecho, las versiones originales en fullscreen de diferentes películas en widescreen todavía están disponibles en los Estados Unidos.

### Open matte
Los creadores de películas también pueden crear una imagen original que incluya información visual por encima y por debajo de la imagen panorámica de los cines; esta técnica se denomina "open matte". El método no deja de ser bastante parecido al de pan and scan, pero al menos le da cierta libertad al creador de "reducir el zoom" o "descomprimir" la imagen para incluir, no sólo la anchura total de la imagen widescreen, sino un contenido visual adicional en la parte superior y / o la parte inferior de la pantalla, no incluida en la versión panorámica. Como norma general (antes del nacimiento de los DVD), se llevan a cabo efectos especiales dentro de la relación de aspecto de la versión cinematográfica, pero no del fotograma completo; además, el área de la imagen ampliada puede incluir objetos ajenos -como por ejemplo cables, palos de micrófonos, vías de vapor de reacción, o cables telefónicos al aire libre- no destinados a ser incluidos en el marco. Este último hecho es muy similar a los problemas que la serie Buffy the Vampire Slayer tuvo a la hora de ser remasterizada.

## Reacciones
Algunos directores siguen sin aceptar el uso de la técnica pan and scan porque consideran que compromete la visión artística del director con la que se crearon sus películas. Por ejemplo, Sydney Pollack interpuso una demanda contra la televisión danesa después de una proyección de su película Los tres días del cóndor de 1975 en pan and scan el año 1991 (la corte dictaminó que el pan and scan realizado por la televisión danesa era una "mutilación" de la película y una violación del derecho moral de Pollack, y que poseía el derecho legal como artista de proteger la integridad de su trabajo y, de esta forma, mantener su reputación; sin embargo, el tribunal se dictaminó a favor del acusado solamente dándole la razón en los detalles más técnicos). Steven Spielberg inicialmente se negó a distribuir una versión pan and scan de En busca del arca perdida, pero finalmente se rindió (a pesar de que consiguió mantener el formato letterbox para las películas de The Color Purple y Always); Woody Allen se negó a liberar una copia de Manhattan, de forma que la única versión disponible en VHS y DVD era aquella ajustada por letterbox.